# Plansza tekstowa

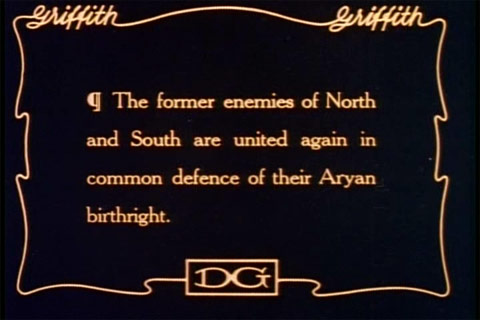
Plansza tekstowa z niemego filmu Narodziny narodu (1915)

Plansza tekstowa – w przeszłości element filmu niemego, obecnie element uzupełniający filmy oraz programy telewizyjne.
W filmach niemych plansze tekstowe miały za zadanie przedstawić dialogi oraz objaśniać fabułę. Plansze charakteryzował podobny wygląd, który był związany z erą produkcji filmów czarno-białych, tło było czarne, a tekst biały. Niektórzy reżyserzy filmów niemych uważali plansze filmowe za zbędne. Friedrich Wilhelm Murnau powiedział, że „idealny film nie potrzebuje tekstu”, realizując film Portier z hotelu Atlantic (niem. Der Letzte Mann, 1924), który rzeczywiście nie miał plansz tekstowych. Zapotrzebowanie na stosowanie plansz tekstowych skończyło się z momentem nadejścia ery filmów udźwiękowionych.
Obecnie plansze tekstowe są elementem dodatkowym w realizacji filmów, np. pojawiający się napis na początku każdego z filmów serii Gwiezdnych wojen „Dawno temu, w odległej galaktyce...” (ang. A long time ago in a galaxy far, far away...). Plansze są stosowane także w różnego rodzaju programach telewizyjnych, np. teleturniejach.